# Семь смертных грехов (фильм, 1962)
«Семь смертных грехов» (фр. Les sept péchés capitaux) — французско-итальянская кинокомедия, состоящая из семи новелл, выпущенная 7 марта 1962 года.

## Сюжет
Фильм состоит из семи различных сегментов, по одному для каждого из семи смертных грехов, каждый из которых был снят разными режиссерами и с разными актерами.

### Гнев
Гнев овладевает человеком, который находит муху в своем воскресном супе. Он распространяется по его району, городу, стране, а вскоре и по всему миру.

### Зависть
Завидуя кинозвезде, остановившейся в отеле, где она работает, официантка Розетт делает все возможное, чтобы соблазнить любовника актрисы. Некоторое время спустя, реализовав свои амбиции, она возвращается в отель в качестве клиента.

### Лень
К Эдди Константину, который играет самого себя, подходит старлетка, которую он берет к себе домой с хорошо выраженными намерениями. Но лень героя так неумолима, что ничего предосудительного не происходит.

### Похоть
Жак и Бернар ищут определение похоти в репродукции «Сада земных наслаждений» Иеронима Босха. Бернар вспоминает свое детство с родителями, когда он путал похоть с роскошью.

### Гордость
Женщина покидает своего любовника, чтобы вернуться к мужу, который изменяет ей, в чем его гордость не может признаться.

### Обжорство
Валентин едет на похороны своего отца, умершего от несварения желудка, но, остановившись поесть по дороге, он опаздывает на обед, который следует за похоронами.

### Жадность
Группа студентов университета в Париже мечтает о ночи любви с Сюзон, чьи ставки ошеломляют. Чтобы собрать деньги, они устраивают лотерею между собой, чтобы по крайней мере победитель осуществил их фантазию.

## В ролях
- Мари Жозе Нат - молодая женщина
- Доминик Патюрель — муж
- Даниэль Барро - проститутка Сюзон
- Жан-Пьер Кассель - Раймонд
- Жак Шарье - Антуан
- Клод Риш - Арман
- Саша Брикет - Гарри
- Жан-Клод Бриали - Артур
- Дани Саваль  - Розетта
- Клод Брассер - Рири
- Женевьева Казиль  - Рита Джерли
- Жан Мюрат - Дюшемин
- Жак Моно - месье Жасмин
- Джордж Вильсон - Валентин
- Поль Пребуа - Альфонс
- Маделен Берубе - Нинесса
- Жан Десайи - месье Дюпарк
- Эдди Константин - камео